# 黑萼报春
黑萼报春（学名：Primula russeola）为报春花科报春花属下的一个种。

## 扩展阅读
維基物種上的相關：黑萼报春